# Adam Baschirowitsch Amirilajew

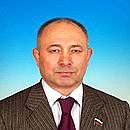
Adam Baschirowitsch Amirilajew

Adam Baschirowitsch Amirilajew (russisch Адам Баширович Амирилаев; * 20. Mai 1963 in Burtunaj, Dagestanische ASSR, RSFSR, UdSSR) ist ein russischer Politiker der Partei Einiges Russland.

## Biographie
Amirilajew absolvierte 1997 das Institut für Management und Wirtschaft in Machatschkala. Weitere Abschlüsse erwarb er von der juristischen Fakultät der Staatlichen Universität von Dagestan und der Staatlichen Technischen Erdöl-Universität von Ufa.
Seit 2007 war Amirilajew Abgeordneter in der Duma. Nachdem er 2011 wiedergewählt worden war, trat er im Februar 2012 als Parlamentsabgeordneter zurück.
Am 25. Januar 2012 wurde Amiralijew zum Abteilungsleiter des Föderalen Dienstes für staatliche Registrierung, Kataster und Kartografie der Republik Dagestan ernannt.